# نهرو محمد عبد الكريم الكسنزاني
شمس الدين محمد نهرو محمد عبد الكريم الكسنزان الحسيني، هو شيخ ومرشد الطريقة العلية القادرية الكسنزانية وسياسي عراقي ولد في 12 كانون الأول ديسمبر 1969، حاصل على شهادة الدكتوراه في التاريخ وشهادة أكاديمية في علوم اللغة الإنكليزية من المملكة المتحدة وأخرى في علوم الحاسبات من كلية المنصور الجامعة في بغداد. ينتسب الدكتور نهرو الكسنزان لعائلة ذات خلفية دينية صوفية، من كردستان العراق ينتسب للسادة البرزنجية (حسينية) النسب وطريقته هي الطريقة العلية القادرية الكسنزانية .
تسّلم الشيخ نهرو مشيخة الطريقة بعد وفاة والده الشيخ محمد الكسنزان في 4 يوليو 2020م الذي أوصى بأن يكون خليفته والشيخ بعده هو الشيخ نهرو فتسّلم بعدها مشيخة الطريقة.

## نسبه

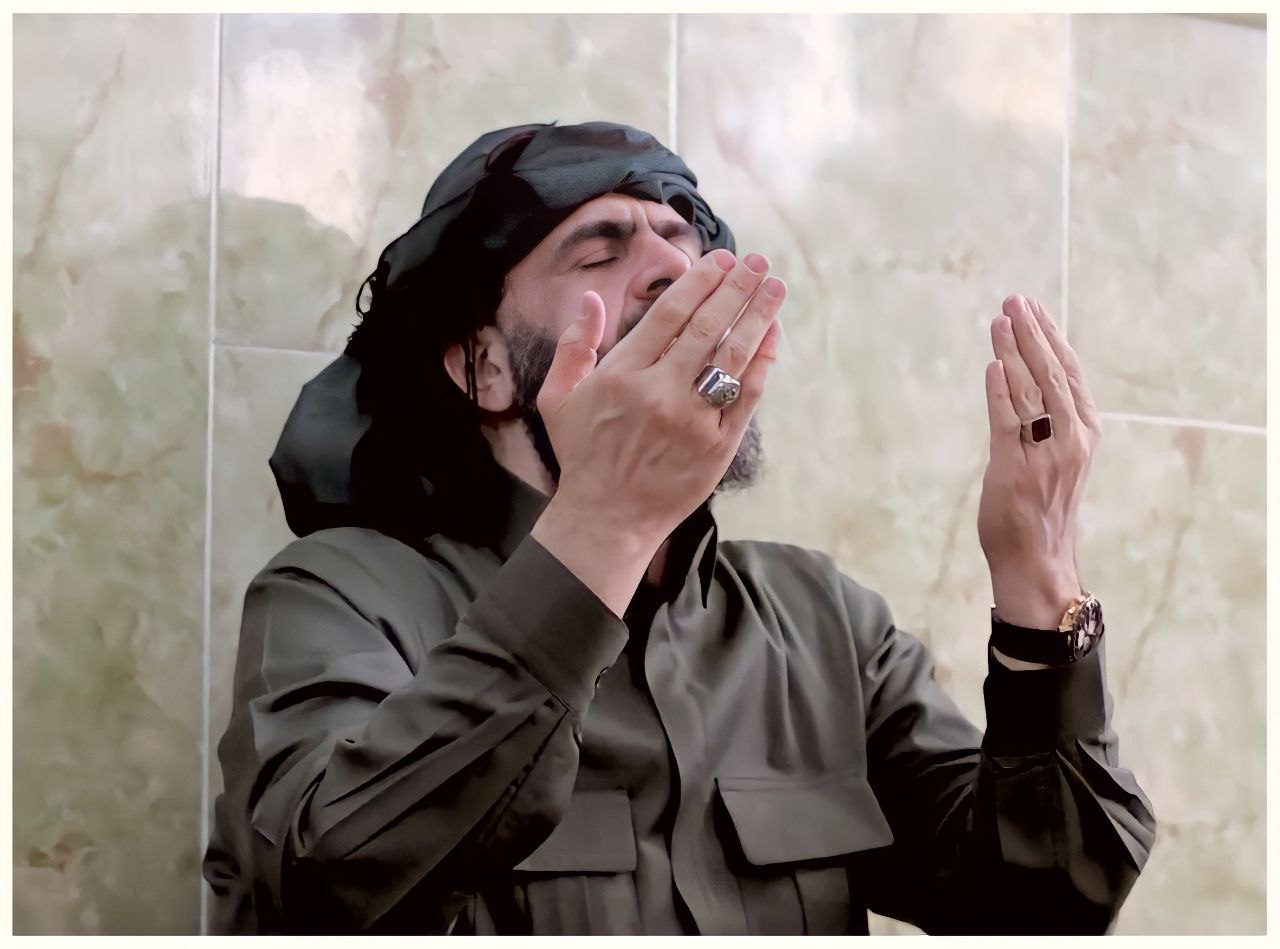
الشيخ نهرو أثناء زيارته لكربجنة في كردستان العراق

هو شمس الدين محمد نهرو ابن محمد المحمد بن عبد الكريم بن عبد القادر بن عبد الكريم شاه الكسنزان بن حسين بن حسن بن عبد الكريم بن إسماعيل الولياني بن محمد النودهي بن بابا علي الوندرينة بن بابا رسول الكبير بن عبد السيد الثاني بن عبد الرسول بن قلندر بن عبد السيد بن عيسى الأحدب بن حسين بن بايزيد بن عبد الكريم الأول بن عيسى البرزنجي بن بابا علي الهمداني بن يوسف الهمداني بن محمد المنصور بن عبد العزيز بن عبد الله بن إسماعيل المحدث بن الإمام موسى الكاظم بن الإمام جعفر الصادق بن الإمام محمد الباقر بن الإمام علي زين العابدين بن الإمام الحسين بن الإمام علي بن أبي طالب وفاطمة الزهراء بنت النبي محمد .

## حياته

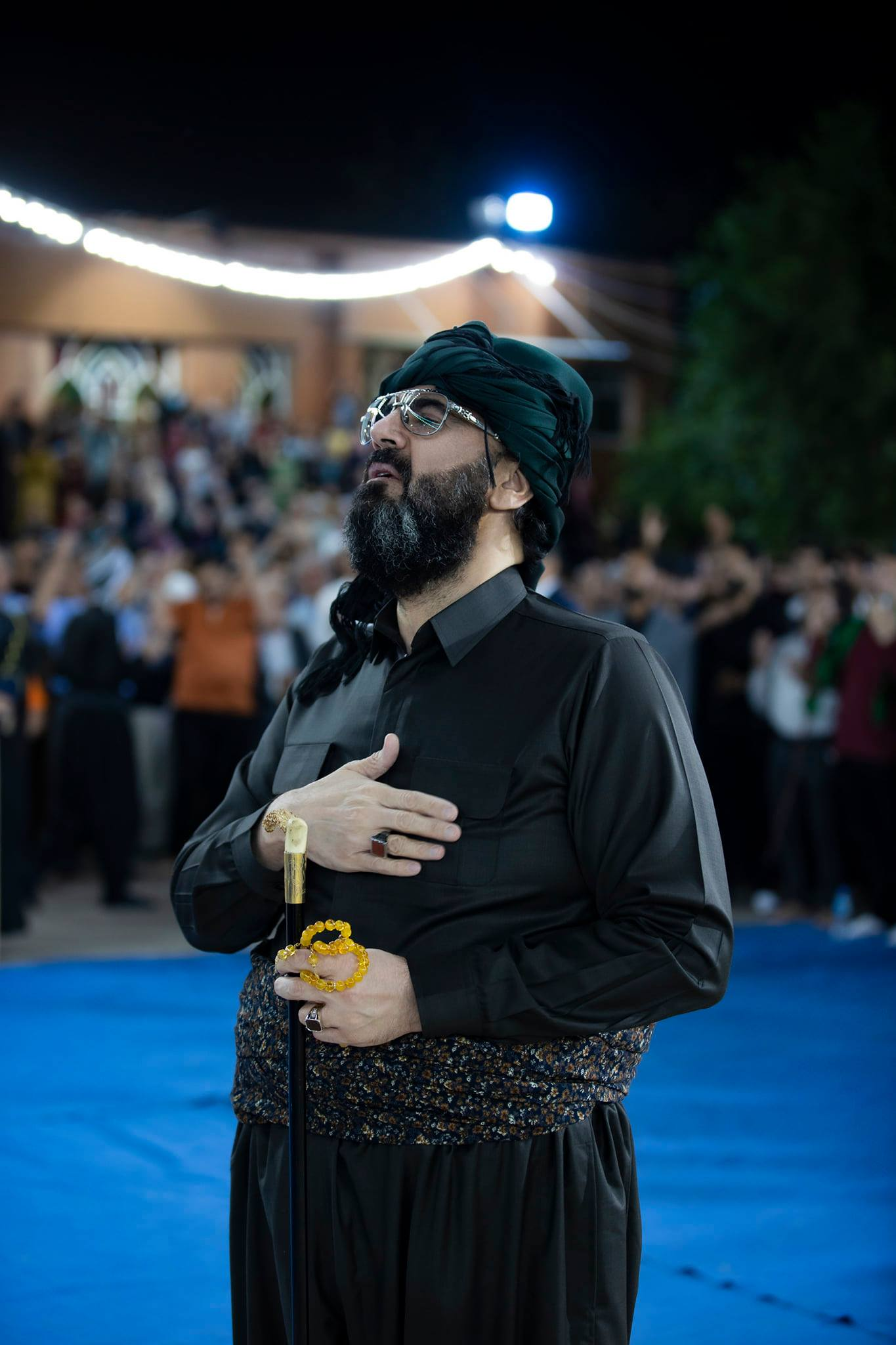
الشيخ نهرو في التكيّة الرئيسية في السليمانية، العراق.

ولد الدكتور نهرو محمد عبد الكريم الكسنزان الحسيني في 12 ديسمبر 1969م في مدينة كركوك بشمال العراق ثم انتقلت عائلته إلى بغداد سنة 1985 حيث أكمل دراسته الأولية، وهو الأكبر بينَ أخوتهِ، والده هو الشيخ محمد عبد الكريم الكسنزان الحسيني شيخ الطريقة السابق للطريقة العلية القادرية الكسنزانية في العالم وبعد وفاة الشيخ محمد عبد الكريم الكسنزان  خلفه الدكتور نهرو شيخا للطريقة بعد أن أوصاه بأن يخلفه كمرشد للطريقة.

### لقب شمس الدين
لقّبَ والد الدكتور نهرو الشيخ محمد عبد الكريم الكسنزان بهذا اللقب بتاريخ 9 يناير 2017 م، وحسب مُعتقداتهم أنَ من أمر بأن يُلقب بهذا اللقب هو الشيخ عبد القادر الجيلاني في ذكرى ولادته حسب ما قاله الشيخ محمد الكسنزان وكان ذلك في تكيّة عمان، الأردن.

#### إختياره كمُرشد للطريقة بعد وفاة والده
في البداية كان والدهُ الشيخ محمد المحمد الكسنزان دائما ما يوصي الخلفاء بهِ ويُخبرهم بأنه الخليفة من بعده وكانَ يقول لهم (لا يجوز لأي خليفة أن يفتحَ تكيّة أو يخلّف خليفة إلا بعد إعلام خليفتي شيخ نهرو). وقد اختاره في عام 2005م أمام جمع من المُريدين والخُلفاء بأنهُ الخليفة من بعدهِ وقال (إن شاء الله شيخ نهرو هو شيخ المستقبل وهو شيخكم وأخوكم وخادمكم وخادم الطريقة). وفي عام 2008م أعلنَ والده الشيخ محمد المحمد الكسنزان بشكل رسمي وأعطى وكالة الطريقة المُطلقة في التكيّة الرئيسية في السليمانية وأعلن بأن أي توجيه من الدكتور نهرو هو توجيه من الشيخ ولا يُمثل الطريقة بعد الشيخ محمد الكسنزان أحد غير الشيخ نهرو. وحسبَ معتقداتهم أن أختيار الشيخ يتم بأمر من النبي محمد صلى الله عليه وسلم كما يعتقدون. وفي عام 2019م ذهب الشيخ محمد الكسنزان للولايات المتحدة الأمريكية وفي عام 2020 م بدأت صحة الشيخ محمد الكسنزان تتدهور تدريجيًا حتى توفي في 4 يوليو 2020م  وبعد وفاته أستلم الشيخ نهرو مهام رئاسة الطريقة.

## حياته السياسية
الشيخ نَهرو زعيم سياسي عراقي أيضًا، يؤمن بأن العراق يجب أن يكون دولة حُرّة وموحّدة. وكان من الذين عاداهم حُكم الرئيس صدّام حسين، حيث سُجِن مع أفراد عائلته. كما أسّس حزبًا سياسيًا في عام 1991م باسم "تجمّع الوحدة الوطنيّة العراقيّ"، وشارك في عدد من المؤتمرات، منها مؤتمر الدّفاع في دبي عام 2008م، ومؤتمر الإصلاح عام 2005م

## شهاداته العلمية ودراسته
أكمل الدكتور نهرو دراسته في المتوسطة في بغداد وحصل على شهادة البكالوريوس في علم الحاسوب من جامعة بغداد، حصل كذلك على شهادة البكالوريوس في علوم اللغة الإنجليزية من المملكة المتحدة، حصلَ بعدها على شهادة الماجستير في التاريخ من معهد التاريخ العربي والتراث العلمي، كذلك حصلَ على شهادة الدكتوراه في التاريخ الإسلامي، كانَ عُنوان رسالته للدكتوراه (مُحمد الفاتح) حياتهُ وفتوحاته، يُجيد الدكتور نهرو ثلاث لغات وهي: اللغة العربية واللغة الإنجليزية واللغة الكردية.

## نشاطه الإعلامي

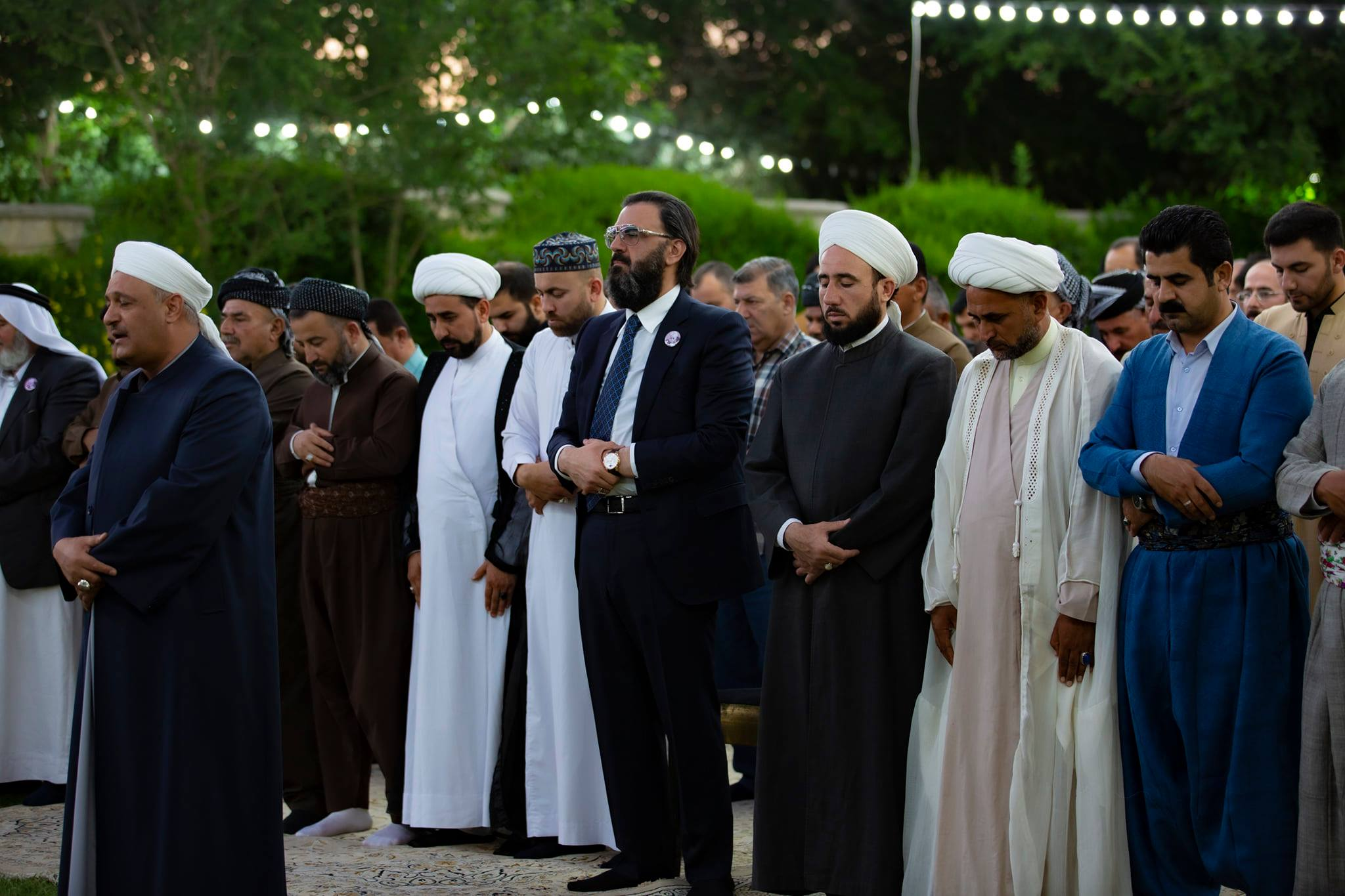
الصلاة الموّحدة التي تجمع السُنة والشيعة والمذاهب الأخرى في التكيّة الكسنزانية في السليمانية، كردستان العراق.

يؤمن الشيخ نهرو بأن للإعلام أثر بالغ الأهمية من ناحية ترسيخ الأفكار والمبادئ الأساسية مما يؤدي إلى اسعاد وتطور المُجتمع، لذلك قام بتأسيس العديد من المؤسسات الإعلامية مثل:
- مؤسسة المشرق الإعلامية والثقافية والتي تقوم بإصدار صحيفة المشرق.
- مطبعة المشرق التي تقوم بطباعة الصحف والكتب الثقافية.
- جريدة الأفق وهي جريدة سياسية مستقلة تعني بالشأن العراقي من الجانب السياسي والاجتماعي والثقافي.
- جريدة العراق وهي جريدة سياسية وثقافية عراقية.
- فتح قناة المشرق الفضائية المستقلة.
- إطلاق مبادرة الحوار التي تهدف إلى مد جسور التواصل والتعاون بين الناس بين المجتمعات.
- فتح موقع للطريقة العلية القادرية الكسنزانية.
- تأسيس المجلس الثقافي الكسنزاني برئاسة وإشراف الدكتور نهرو.
- تأسيس كلية جامعة باسم كلية السلام الجامعة.
- تأسيسه للمركز العالمي للتصوف والدراسات الروحية في بغداد عام 1994م.
- تأسيسه للمجمع العلمي للسادة الأشراف في بغداد عام 2004م.
- المجلس المركزي للطرق الصوفية في بغداد عام 2004.
- تأسيس جمعية الإغاثة العراقية.

### مؤلفاته
من مؤلفاته:
- عناقيد الرؤى.
- التحلي بالآداب الإسلامية في الطريقة الكسنزانية.
- خوارق الشفاء الصوفي والطب الحديث.
- الرؤى والأحلام في المنظور الصوفي.
- السلطان محمد الفاتح، حياته وفتوحاته.
- العراق خطى على درب تصحيح المسار.
- مجلة الكسنزان.

## المناصب التي يتقلدها
- رئيس تحالف الوحدة الوطنية.
- الأمين العام لـ تجمع الوحدة الوطنية العراقي.
- رئيس مجلس أمناء كلية الشيخ محمد الكسنزان الجامعة.
- رئيس المركز العالمي للتصوف والدراسات الروحية.[14]